# Micrathyria debilis
Micrathyria debilis is een libellensoort uit de familie van de korenbouten (Libellulidae), onderorde echte libellen (Anisoptera).
De wetenschappelijke naam Micrathyria debilis is voor het eerst geldig gepubliceerd in 1861 door Hagen.